# Anders Agger Pedersen
Anders Agger Pedersen (født 20. september 1998) er en dansk håndboldspiller, der spiller for TTH Holstebro.